# Giorgio Parisi
Giorgio Parisi (Roma, 4 d'agost de 1948) és un físic teòric italià. La seva recerca s'ha focalitzat en teoria quàntica de camps, mecànica estadística i sistemes complexos. Les seves contribucions científiques més conegudes són les equacions d'evolució de la QCD per a les densitats de partons, conegudes com a equacions Altarelli–Parisi o DGLAP, la solució exacta del model Sherrington–Kirkpatrick de cristalls d'espín, l'equació Kardar–Parisi–Zhang que descriu les escales dinàmiques de creixement d'interfícies, i l'estudi del comportament col·lectiu de bandades d'ocells. El 2021 va rebre el premi Nobel en Físiques conjuntament amb Klaus Hasselmann i Syukuro Manabe per les seves contribucions fonamentals a la teoria de sistemes complexos, en particular "per la descoberta de la interacció de desordre i fluctuacions en sistemes físics de l'escales atòmica a planetària."
Giorgio Parisi es va doctorar a la Universitat de Roma La Sapienza el 1970 sota la supervisió de Nicola Cabibbo. Va ser investigador al Laboratori Nazionali di Frascati (1971–1981) i científic-visitant a la Universitat de Colúmbia (1973–1974), Institut des hautes études scientifiques (1976–1977), i École Normale Supérieure (1977–1978). Del 1981 al 1992 fou catedràtic de Física Teòrica a la Universitat de Roma II i és ara professor de Teories Quàntiques a la Universitat de Roma La Sapienza. Fou un membre de la Col·laboració Simons que resolgué el "Problema del Cristall". El 2018, va ser elegit president de l'Accademia dei Lincei.
D'ençà 2016, Giorgio Parisi ha estat dirigint el moviment "Salviamo la Ricerca Italiana" per tal de pressionar els governs italians i europeus per finançar la recerca bàsica per sobre del nivell de subsistència.

## Honors i premis
Giorgio Parisi és membre del Accademia dei Lincei i membre estranger de l'Acadèmia francesa de Ciències, la Societat Filosòfica americana, i l'Acadèmia Nacional de Ciències dels Estats Units. Ha rebut nombrosos premis, entre els qualsː
- Premi Feltrinelli, 1986.
- Medalla Boltzmann, 1992.
- Medalla Dirac de l'ICTP, 1999.
- Premi Enrico Fermi, 2002.
- Premi Dannie Heineman de Física Matemàtica, 2005.
- Premi Nonino “Un Mestre italià del nostre Temps”, 2005.
- Premi Microsoft, 2007.
- Premi Lagrange, 2009.[10]
- Medalla Max Planck, 2011.
- Premi Nature Mentoring de Ciència a Itàlia, 2013.[11]
- Premi de la Societat Europea de Física en fisica de partícules i d'altes energies (HEP-EPS), 2015.
- Premi Lars Onsager, 2016.
- Premi Pomeranchuk, 2018.
- Premi Wolf, 2021.
- Clarivate Citation Laureates, 2021.
- Premi Nobel de Física, 2021.

## Publicacions seleccionades
- Parisi, Giorgio. Statistical Field Theory.  Addison Wesley, 1988. ISBN 978-0201059854.
- Mézard, Marc. Spin glass theory and beyond.  Singapore: World Scientific, 1987. ISBN 978-9971-5-0115-0.
- Parisi, Giorgio. La chiave, la luce, l'ubriaco.  Roma: Di Renzo Editore, 2006. ISBN 978-88-8323-149-0.
- Parisi, Giorgio. Quantum Mechanics.  Cambridge University Press, 2009. ISBN 978-0-521-86963-8.
- Parisi, Giorgio. Theory of Simple Glasses.  Cambridge University Press, 2020. ISBN 9781108120494.